# Johann Jakob Vollweider

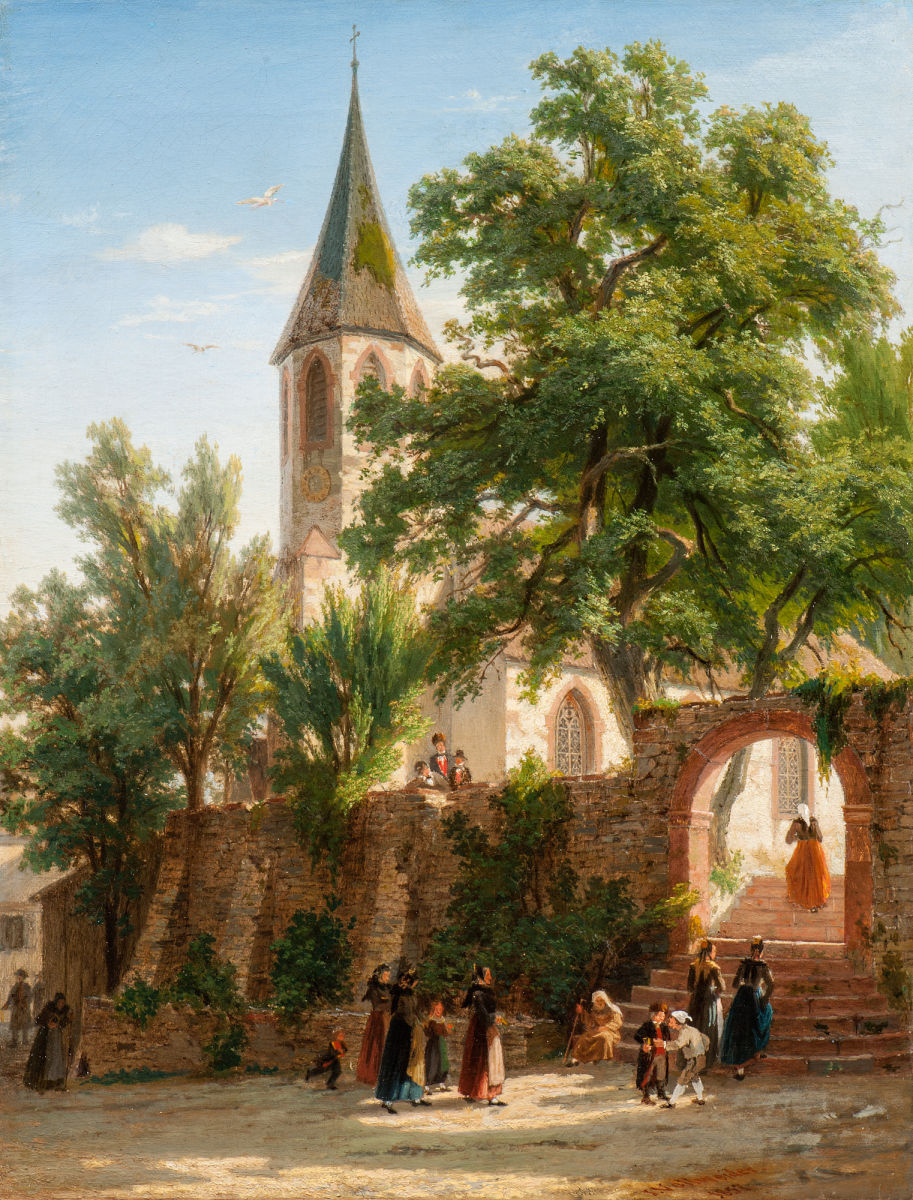
Johann Jakob Vollweider: Ansicht einer Kirche, 1857

Johann Jakob Vollweider (* 24. Mai 1834 in Eichstetten am Kaiserstuhl; † 5. November 1891 in Freiburg im Breisgau) war ein deutscher Maler und Zeichenlehrer.

## Leben
Vollweider war der Sohn eines Wagnermeisters und besuchte zunächst eine Dorfschule. Sein Lehrer und der Pfarrer, die auf seine Zeichnenversuche aufmerksam wurden, nahmen sich seiner an. Der Lehrer erteilte ihm ersten Zeichenunterricht, der Geistliche kümmerte sich um seine Ausbildung. So wurde Vollweider durch sein Fürsprechern zu einem
Lithographen nach Karlsruhe in die Lehre gegeben. Hier blieb er 2 Jahre, ehe er von dem Architekten Friedrich Eisenlohr eingestellt und im Zeichnen von Architektur, Ornamenten und Perspektiven unterwiesen wurde. Er bewarb sich an der neu gegründeten Großherzoglich Badischen Landeskunstschule. Der Direktor Johann Wilhelm Schirmer stellte ihn 1855 als Lehrer der Perspektive ein und verhalf ihm 1861 zu der Stelle als Kunstschulinspektor. Schirmer war zudem sein Lehrer und Vollweider widmete sich nun der Landschaftsmalerei und unternahm mit ihm mehrere Studienreisen. 1858 war er in München und im bayrischen Hochgebirge unterwegs und fertigte Ölgemälde. Im Jahr 1861 unternahm er eine Reise nach Köln, Düsseldorf und Belgien und 1865 in die Schweizer Alpen sowie 1867 nach Paris. Bis 1875 war er Kunstschulinspektor und Lehrer für Perspektive und Schattenlehre in Karlsruhe. Nach seiner Pensionierung lebte er bis 1888 zunächst in Bern, wo er Sophie Luise (geborene Sterchi, 1852–1891) aus Unterseen heiratete und sich nicht mehr künstlerisch betätigte. 14 Jahre später zog er nach Freiburg im Breisgau. Zu seinem Werken zählen einige Lithografien sowie die Herausgabe eines Lehrbuchs der Perspektive.
Schriften als Herausgeber (Auswahl)
- Perspective. Abtheilung 1, Text: Die Perspective der Umrisse. Verlagsbuchhandlung von Carl Mäcken, Stuttgart 1862 (Atlas, sowie 30 Tafeln mit Beispielen und Constructionen zur Perspective).
- Sammlung von Landschaft-Studien von Johann Wilhelm Schirmer. Veith, Karlsruhe 1864.